# Daniel Vrangsinn Salte
Daniel Vrangsinn Salte (ur. 29 stycznia 1974) – norweski muzyk i artysta graficzny  black metalowy znany głównie z gry na gitarze basowej w zespole Carpathian Forest od 1999 roku.

## Dyskografia

### Z Carpathian Forest
- Strange Old Brew (2000, Avantgarde Music)
- Morbid Fascination of Death (2001, Avantgarde Music)
- We're Going to Hell for This (2002, Avantgarde Music)
- Defending the Throne of Evil (2003, Season of Mist)
- Fuck You All!!!! Caput tuum in ano est (2006, Season of Mist)

### Albumy solowe
- Moon Psychedelia Collection (2008)
- PHOBIA (2010)

### Z Natterfrost
Albumy studyjne
- Blood & Vomit (2004, Season of Mist)
- Terrorist (2005, Season of Mist)

Inne
- Drunk and Pisseskev at Ringnes 2004 (EP, 2006, Fiskegrateng Rekordz)
- Hell Noise and Live Terrorism (kompilacja, 2008, Fiskegrateng)
- Engangsgrill (split z Fenriz' Red Planet, 2009, Indie Recordings)